# District de Fehérgyarmat
Le district de Fehérgyarmat (en hongrois : Fehérgyarmati járás) est un des 13 districts du comitat de Szabolcs-Szatmár-Bereg en Hongrie. Il compte 38 363 habitants et rassemble 50 localités : 49 communes et une seule ville, Fehérgyarmat, son chef-lieu.
Cette entité existait déjà auparavant et a été supprimé lors de la réforme territoriale de 1983.

## Localités
- Botpalád
- Csaholc
- Csegöld
- Császló
- Cégénydányád
- Darnó
- Fehérgyarmat
- Fülesd
- Gacsály
- Garbolc
- Gyügye
- Hermánszeg
- Jánkmajtis
- Kisar
- Kishódos
- Kisnamény
- Kispalád
- Kisszekeres
- Kérsemjén
- Kölcse
- Kömörő
- Magosliget
- Milota
- Mánd
- Méhtelek
- Nagyar
- Nagyhódos
- Nagyszekeres
- Nemesborzova
- Nábrád
- Olcsvaapáti
- Panyola
- Penyige
- Rozsály
- Sonkád
- Szamossályi
- Szamosújlak
- Szatmárcseke
- Tiszabecs
- Tiszacsécse
- Tiszakóród
- Tisztaberek
- Tivadar
- Tunyogmatolcs
- Túristvándi
- Túrricse
- Uszka
- Vámosoroszi
- Zajta
- Zsarolyán